# دیر البحری

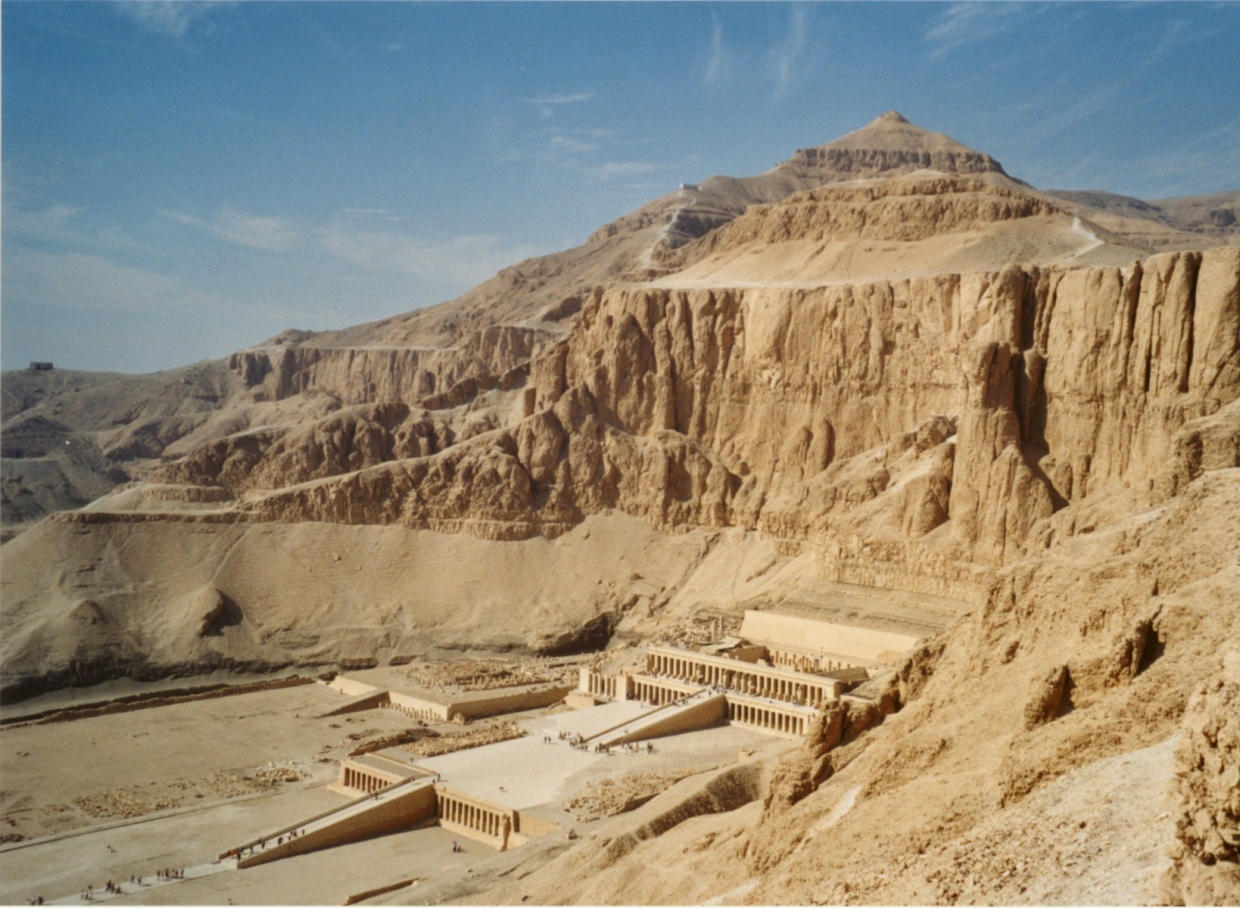
سازه‌های دیر البحری در زیر کوه تبس

دیر البحری محوطه‌ای باستانی و مجموعه‌ای آرامگاهی متشکل از معبد‌ها و گورها است که در کرانه غربی رود نیل در مقابل شهر اقصر و معبدهای کارناک قرار دارد. این ناحیه درست در جنوب دره پادشاهان و در زیر صخره‌های کوه تبس در مصر علیا است. 
نام این منطقه از آن روی "دیر البحری" (در عربی به معنای «دیر و کلیسای دریا») خوانده می‌شود که در گذشته در آن کلیسایی قبطی قرار داشته.

## ساخت و سازهای اصلی
- منتوهوتپ یکم (دودمان یازدهم) به تبس نقل مکان کرد و در دیر البحری معبد-آرامگاه بزرگی بنا کرد.
- منتوهوتپ دوم، که یکپارچه کننده دوباره مصر در پادشاهی میانه بود، مجموعه آرامگاه نامتعارفی در دیر البحری ساخت که شامل سازه‌ای بر روی چندین طبقه می‌شد.
- منتوهوتپ سوم مجموعه آرامگاه خود را در این منطقه ساخت.[۱]
- شهبانو حتچپسوت (دودمان هجدهم، پادشاهی نوین) معبد-آرامگاهی در دیر البحری ساخت که امروزه بیشتر شهرت ناحیه برای همین معبد است.

## نگارخانه

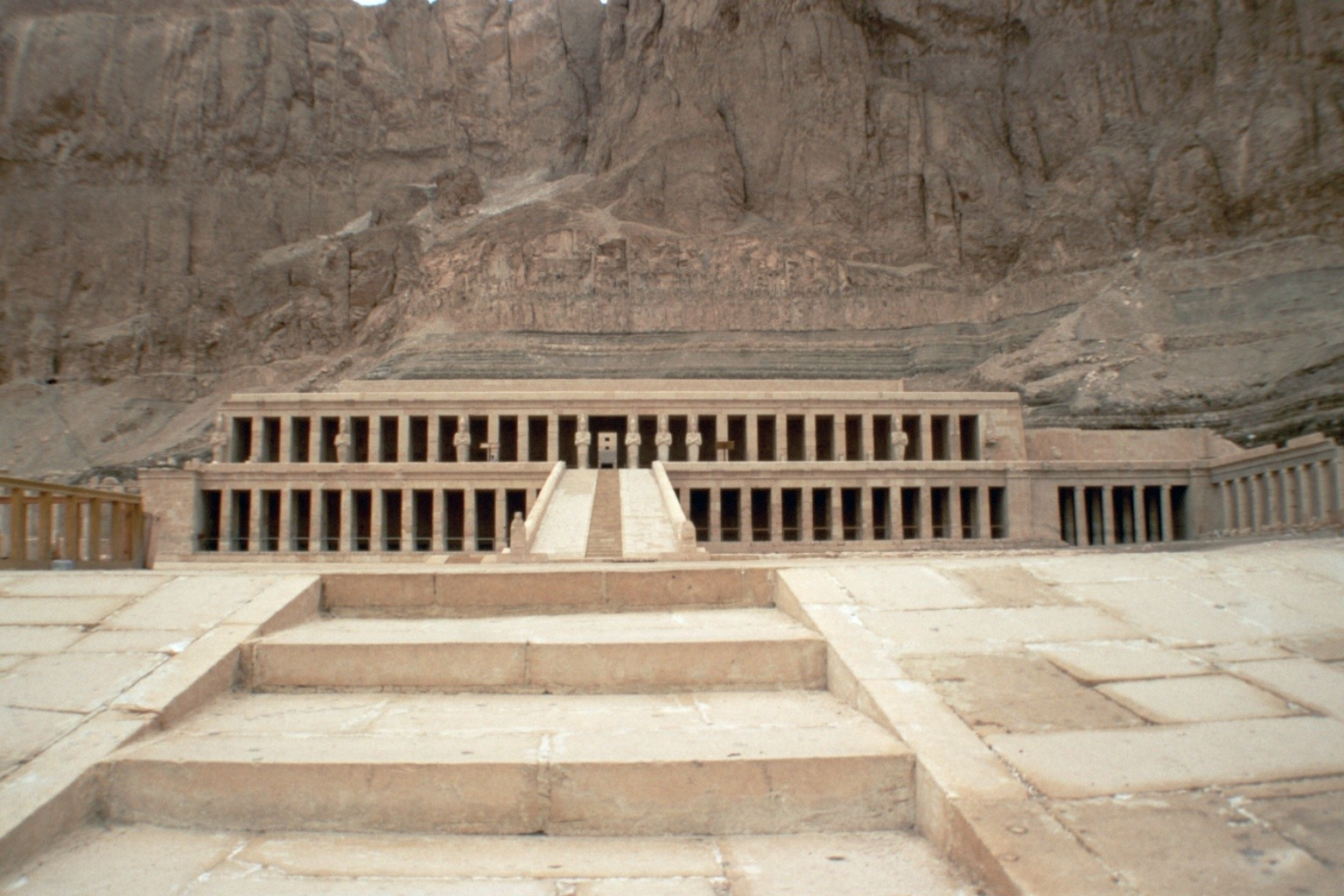
معبد حتچپسوت در محوطه دیر البحری
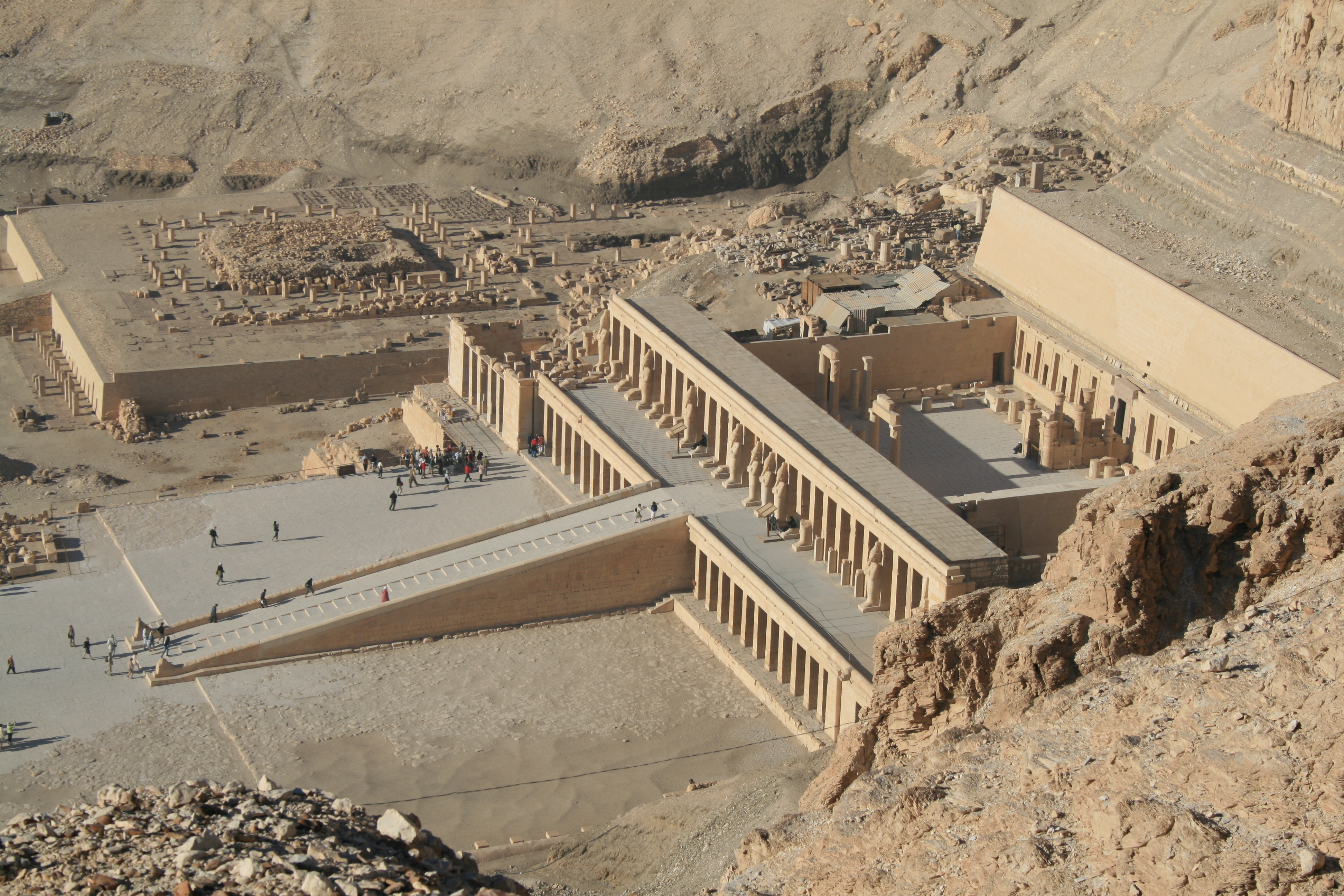
نمایی دیگر از معبد حتچپسوت
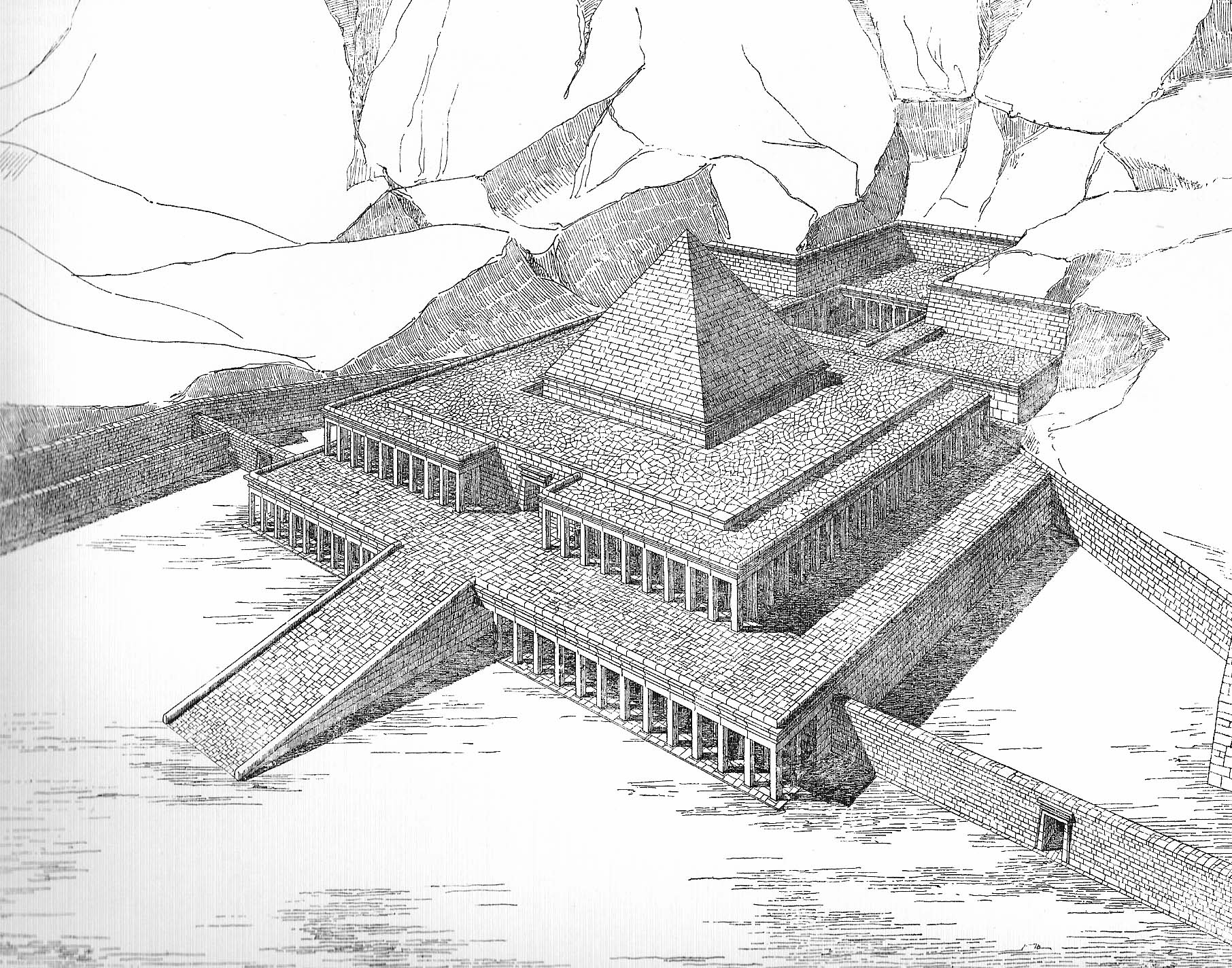
نگاره‌ای پیشنهاد شده توسط ادوارد ناوی از شمایل معبد منتوهوتپ دوم در روزگار باستان
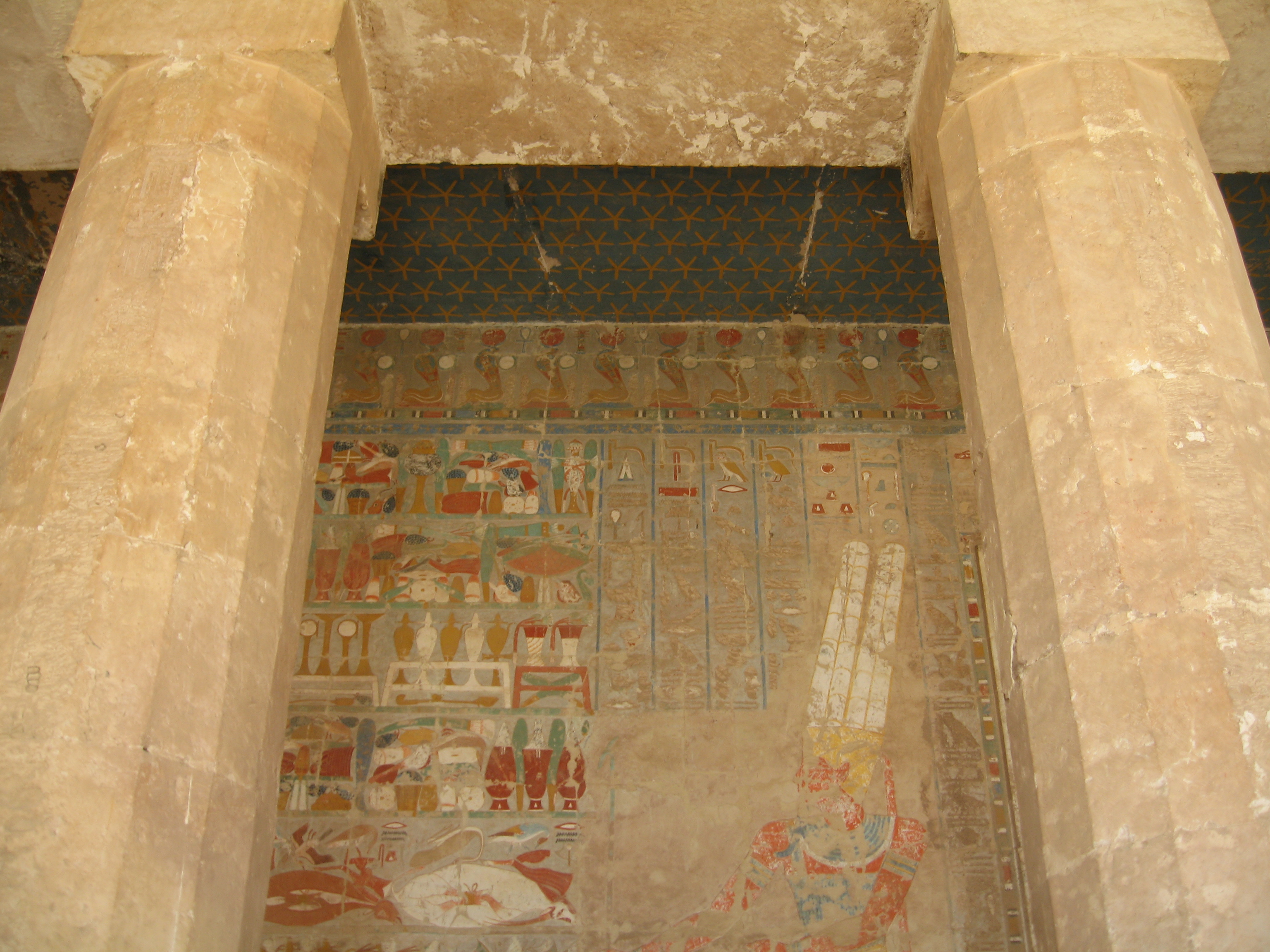
نگاره‌های بر روی دیوارهای معبد حتچپسوت
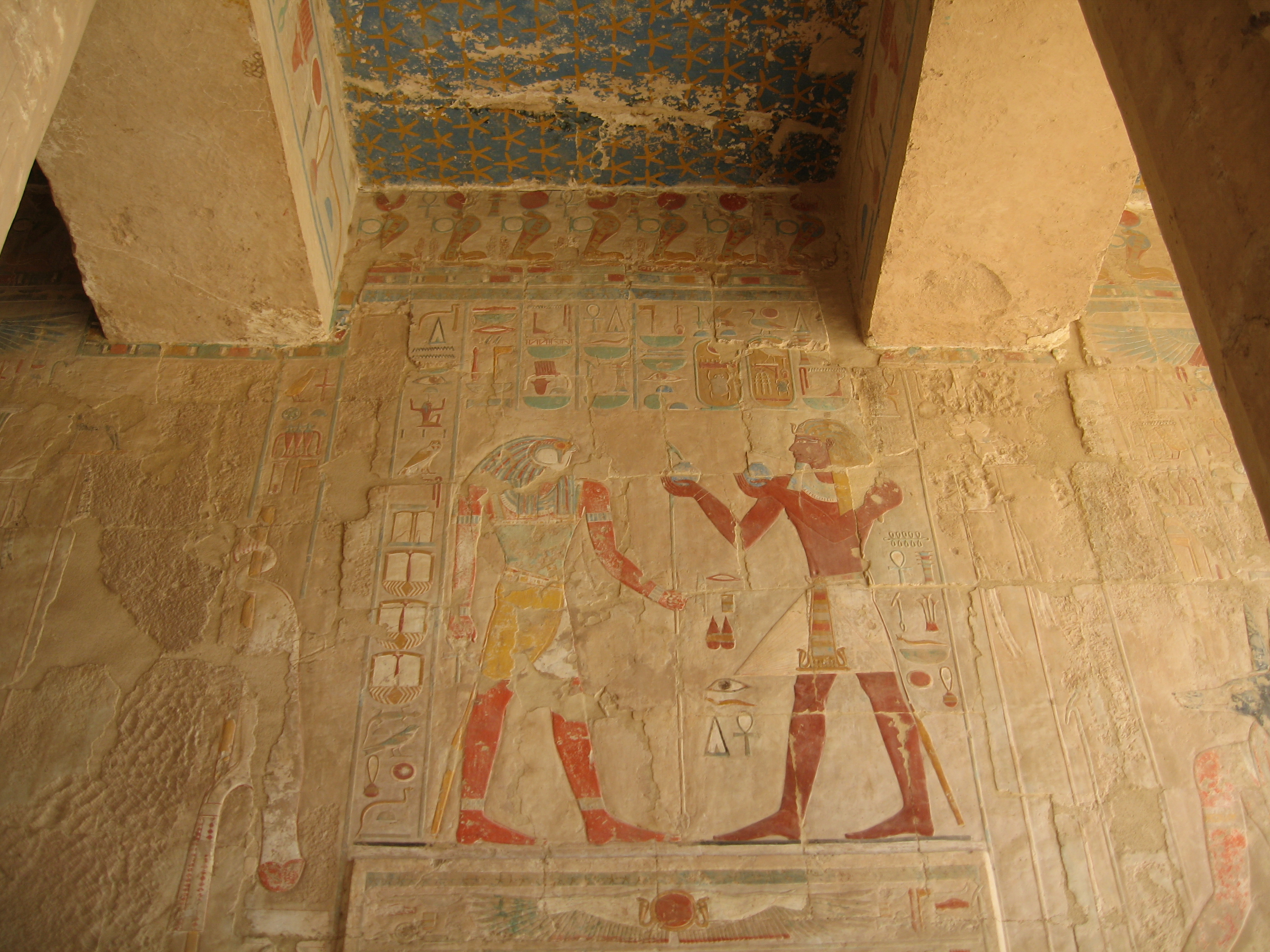
نگاره‌های بر روی دیوارهای معبد حتچپسوت
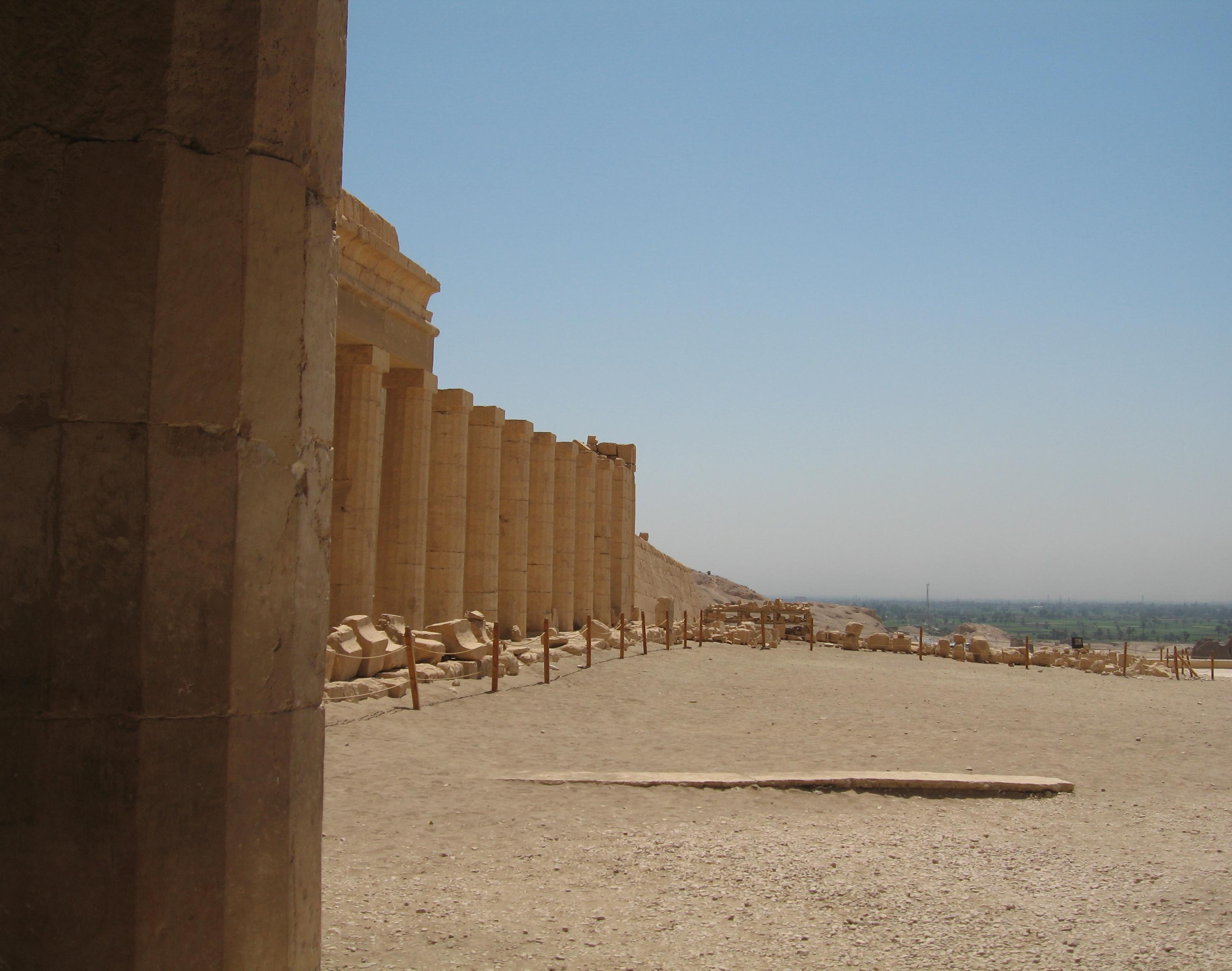
تصویر گرفته شده از بالکن دوم معبد
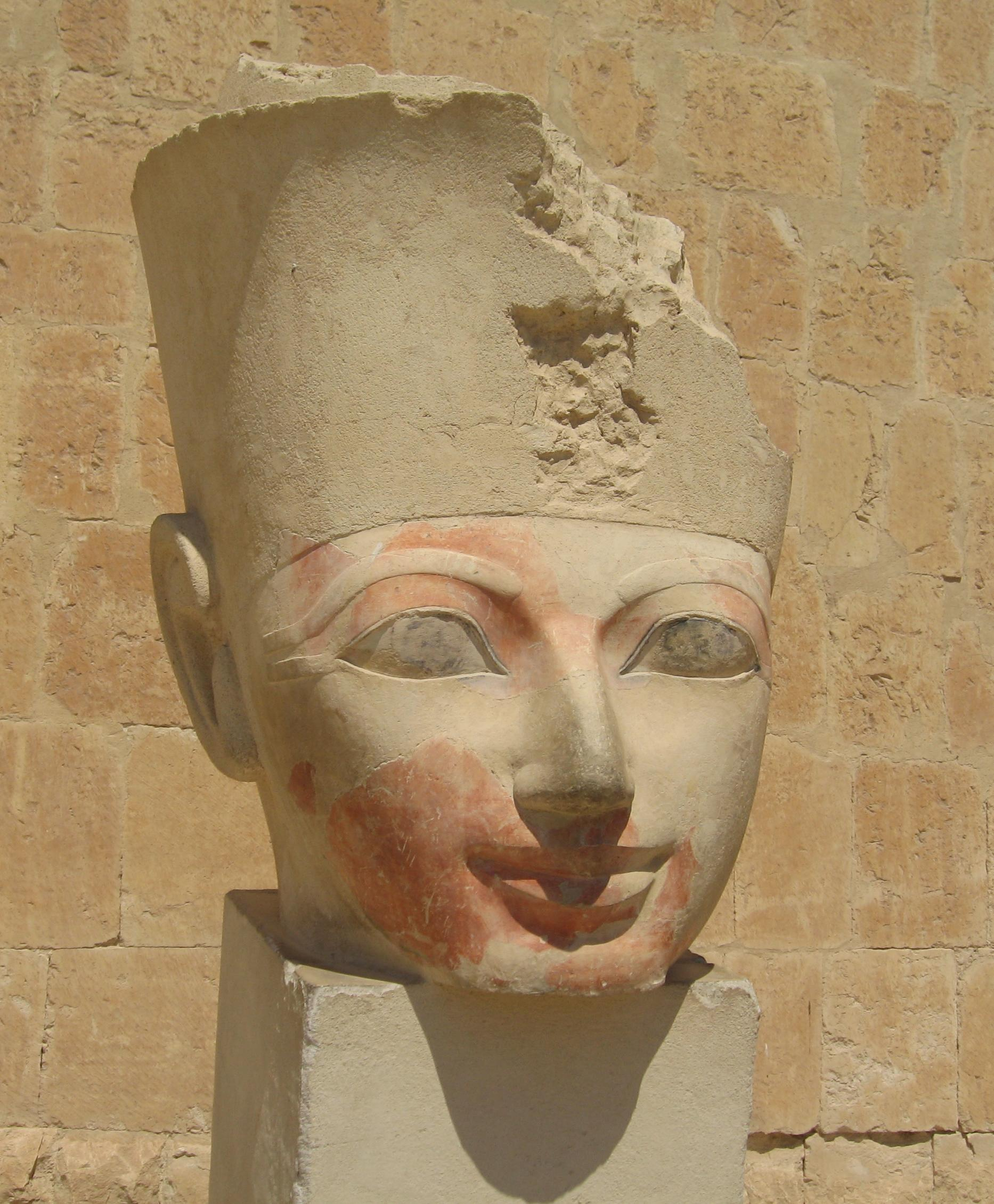
سر تندیسی در معبد حتچپسوت
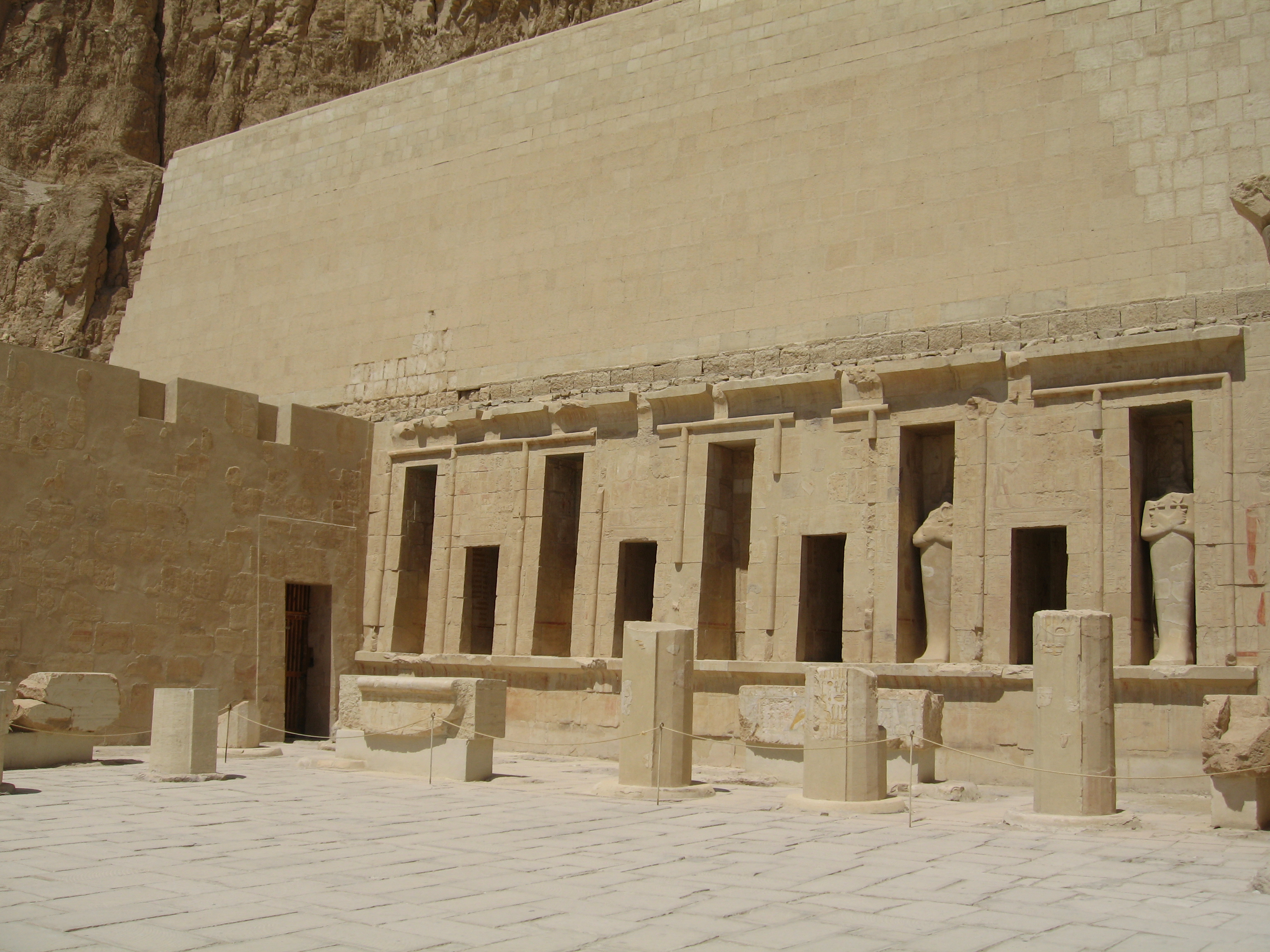